# Онопрієнко Анатолій Юрійович
Анато́лій Ю́рійович Онопріє́нко (нар. 25 липня 1959 року, Ласки, Житомирська область, Українська РСР, СРСР — 27 серпня 2013, Житомир, Житомирська установа виконання покарань, Україна) — український і радянський серійний та масовий вбивця. Один з найжорстокіших вбивць незалежної України та XX століття.
У період з 1989 по 1996 рік вбив 52 людини: 9 жертв з 14 червня по 16 серпня 1989 року і 43 жертви з 5 жовтня 1995 по 22 березня 1996 — за жорстокістю він, відповідно до деяких джерел, є одним із найжорстокіших маніяків XX сторіччя, якого можна порівняти з Андрієм Чикатилом. У той же час питання про точні мотиви Онопрієнка залишається без відповіді. Злочини Анатолія Онопрієнка призвели до запеклих дебатів про доцільність смертної кари в Україні.

## Рання біографія

### Дитинство
Народився 25 липня 1959 року в селі Ласки Житомирської області. Українець. Він був другою дитиною в сім'ї (першим був його брат Валентин, 1946 року народження). Їхній батько Юрій Онопрієнко в 14 років пішов воювати на фронт, де отримав звання сержанта і військові нагороди. Після війни він працював кочегаром, шофером, намагався працювати в торгівлі. Був двічі судимий за незначні злочини. Пізніше Юрій Онопрієнко одружився з дояркою і свинаркою в колгоспі. Вона народила двох синів. Юрій був алкоголіком і жорстоко поводився з дітьми. Коли Анатолію виповнився 1 рік, батько залишив сім'ю і пішов до іншої жінки, яка пізніше народила від нього сина.
Коли Анатолію було 3 роки, 15 вересня 1962 року померла його мати від серцевої недостатності. Маленького Анатолія виховували бабуся та тітка, про яких той до кінця життя відгукуватиметься з теплотою.
Проблем з вихованням Анатолія згодом ставало дедалі більше. Батько не взяв Анатолія до себе. Брат дуже рано одружився і виховував 3 дітей. Він з дружиною працював учителем у школі й отримував маленьку зарплату, яка вся йшла в сім'ю. Було вирішено віддати Анатолія в дитячий будинок села Привітне Малинського району Житомирської області. Ця подія дуже образила малого Анатолія. Пізніше, за відсутністю сім'ї за живого батька і брата, Онопрієнка часто дражнили кривдними словами, які він запам'ятав на все життя. Його часто били старші. Він декілька разів втікав з сиротинця в рідне село, але його завжди ловили і повертали назад. Єдиною людиною, яка його навідувала, була бабуся, чию загибель він переживатиме особливо важко. Сам він так висловлювався про свій період в сиротинці:

| Дитячий будинок дав мені велике загартування. Життя в ньому не відрізнялося від в'язниці чи армії. Наш дитячий будинок також був обгороджений, виходити за паркан заборонялося. Коли я був маленьким, не розумів, що це в'язниця, думав, що це школа. Суворість була. Дуже багато було переростків, років по 19. Що вони з нами робили!…. |
| |

Уже в сиротинці він почав бити своїх ровесників і штрикав їх гострими предметами. Багато крав, здебільшого дрібні речі. Він нерідко прогулював уроки й тікав у ліс, де полюбляв розводити багаття. Анатолій обожнював вогонь. Не зважаючи на насильство, підростаючи, Анатолій отримав певний авторитет в сиротинці. У нього були друзі, яких він дуже любив, і пізніше шкодував, що розлучився з ними після дитбудинку.
Після сиротинця, у 1976 році він приїхав до батька, який вже жив з третьою дружиною. Він спробував примиритися з ним. Утрьох вони торгували овочами. Утім, жили разом вони недовго: в сім'ї трапився конфлікт через гроші, і Анатолій поїхав. 1983 року Анатолій на своїй власній машині востаннє приїхав до батька. Він хотів примиритися з ним, і навіть на знак дружби подарувати йому свою машину. Але Юрій Онопрієнко побоювався помсти з боку сина, і вдавав хворого, аби з ним не спілкуватися. Анатолій поїхав і більше ніколи не бачив батька.

### Юність
Після закінчення 8 класів в сиротинці, Анатолій вступив до Малинського лісового технікуму. Учився погано, натомість постійно бився і пиячив, скоював крадіжки. Провчився лише 2 курси, після чого пішов до армії. Там його часто били. Після армії він вступив у морехідне училище, де активно займався спортом, зокрема карате. Анатолій жив непогано: заробляв багато, користувався популярністю у дівчат, бувши матросом, об'їхав весь світ. Під час поїздок він дуже заздрив людям на Заході, які жили багатше, аніж населення СРСР. Онопрієнко вступив до КПРС. Займався крадіжками та контрабандою, але жодного разу не був спійманий в цьому. У 1986 році, через конфлікт з керівництвом він назавжди залишив мореплавання.
Онопрієнко став працювати пожежником. Багато людей заздрили йому: у нього була дружина, син, великий будинок, багато грошей і цінних речей. Онопрієнко купив мисливську рушницю і вступив до Товариства мисливців і риболовів. Він добре працював, мав позитивні показники, зростав за званням. Восени 1989 року Онопрієнко зненацька залишив родину і, взявши всі родинні заощадження, поїхав у невідомому напрямку. Він не давав знати про себе 6 років.

## Перша серія убивств
Незадовго до серії вбивств Онопрієнко став свідком неприємної сцени: він зустрічався з дівчиною, а потім зловив її разом зі своїм близьким другом, які таємно від нього вдалися до інтимних стосунків. Зав'язалася бійка, в ході якої друг сильно побив Онопрієнка, пограбував його, а потім зник. Онопрієнко сильно цінував дружбу і подібної зради пробачити не міг.
На початку 1989 року в місті Дніпрорудному Анатолій Онопрієнко познайомився з Сергієм Рогозіним. Рогозін був професійним військовим, який пройшов службу в Афганістані, мав ряд нагород і очолював міську раду воїнів-інтернаціоналістів. Рогозін був одружений, у нього була маленька донька, сам він працював в колгоспі. Онопрієнко і Рогозін подружилися. Разом вони займалися бізнесом і торгівлею. Пізніше Онопрієнко так відгукнеться про друга:

| У нас були нормальні дружні стосунки. З його колишньою співмешканкою Ірою я дружу досі. Я його знаю, як людину фізично розвинену, таємничу, нежадібну, добродушну. |
| |

Рогозін впав в психологічну залежність від Онопрієнка. Анатолій переконав його зайнятися злочинним бізнесом. Він запропонував грабувати людей, які вночі заснули прямо на дорозі в своїх машинах. Найбільш складні моменти Онопрієнко пообіцяв взяти на себе. Рогозін погодився.
Перше вбивство Онопрієнко скоїв 14 червня 1989 року. Того дня вони з Рогозіним на машині поверталися з Новгородської області, де торгували черешнею. Онопрієнко, який сидів за кермом, запропонував другові скоїти пограбування будь-якої машини. Рогозін вагався, але погодився. Уночі на трасі в Синельниківському районі Онопрієнко помітив «Жигулі» з причепом. Люди в ньому спали (світло в машині було вимкнено). Онопрієнко, який був озброєний «Вінчестером», дав вказівки Рогозіну: той повинен був повільно їздити по дорозі, поки Анатолій не дасть йому сигнал. У разі успіху Рогозін мав під'їхати до нього, а у випадку, якщо постраждав би сам Онопрієнко, напарник повинен був сховатися.
Онопрієнко зі зброєю в руці підійшов до «Жигуля». Там спала подружня пара Олег Мельник та його дружина (обоє 1958 року народження). Онопрієнко застрелив сплячого Мельника, потім змусив його дружину вийти з машини і піти в сторону лісу. Жінка вийшла, але стала при цьому кричати і кликати на допомогу, в результаті чого він застрелив і її. Онопрієнко витягнув з машини всі цінні предмети. Трупи він сховав за лісосмугою, засипавши їх землею і гілками. Онопрієнко наказав Рогозіну їхати за ним, після чого сів за кермо пограбованого «Жигулі», далеко відвіз його і спалив. Рогозін здогадався, що сталося вбивство, але Онопрієнко натякнув йому, що у разі звернення в міліцію він уб'є його дружину і дочку. Пізніше награбоване було продано.
16 липня 1989 року Онопрієнко зі співучасником за подібних обставин вбив ще одну подружню пару. Машина убитих була спалена. Виручка, яка дісталася вбивцям, була дуже великою — подружжя везло з собою цінні предмети і великі гроші. Тіла були спалені. Рогозін сильно нервував через вбивства, Онопрієнко ставився до того, що відбувається, дуже спокійно. У серпні 1989 року Онопрієнко з Рогозіним поїхали в Одесу. Анатолій обдурив співучасника, сказавши, що вони їдуть продавати награбоване, а насправді він планував скоїти нове пограбування. 16 серпня 1989 року Онопрієнко пограбував машину, убивши при цьому сім'ю з 5 осіб, що була в ній. Сам Онопрієнко за багато років на допиті розповість, що не хотів вбивати, але голова сім'ї став чинити опір, і той застрелив його, а потім вирішив не залишати свідків. При цьому вбивство 5 осіб принесло дуже невеликий прибуток. Онопрієнко почав спалювати трупи, але перед підпалом він побачив, що одна із жертв, молода дівчина, ще жива. Щоб добити її, він завдав їй кілька ударів в спину мисливським ножем.

### Від'їзд до Німеччини
У той же день Онопрієнка ледь не зловили. Коли він їхав на вкраденій машині, співробітники поста ДАІ поїхали за ним, наказавши йому зупинитися. Машина, якою їхав Онопрієнко, виглядала підозріло, чим і привернула увагу міліціянтів. Онопрієнко збільшив швидкість. Почалася погоня, але злочинцеві вдалося втекти, після чого він спалив машину (за іншими даними, його наздогнали, але Онопрієнко відкупився, давши міліціянту хабар в 8 рублів). Після цього в міліції з'явилися перші зачіпки — опис зовнішності і машини Онопрієнка, але на нього самого не було навіть найменших підозр. Сам же Онопрієнко досить важко переніс останнє вбивство. Він боявся, що його самого вб'ють і пограбують так само, як він робив це зі своїми жертвами. Крім того, у нього була деяка жалість до жертв. Онопрієнко навіть подумував про самогубство. Правда, за 9 років він зізнався, що потім перестав шкодувати про скоєне, отримував задоволення від вбивств і, не замислюючись, повторив би те ж саме знову.
За місяць після цих подій Онопрієнко вирушив подорожувати Європою. Він об'їздив багато країн, користуючись підробленими документами. Його кілька разів депортували назад в Україну за нелегальне проживання, але Онопрієнко відразу ж повертався за кордон знову за допомогою підроблених документів. Він осів у Німеччині, де підробляв озеленювачем, посудомийником і кухарем. Він попросив політичного притулку в Німеччині, але йому було відмовлено.
Онопрієнко займався крадіжками в Німеччині (він думав, що якщо сяде в німецьку в'язницю, то отримає громадянство). Він поїхав у Відень, де недовго сидів у в'язниці за пограбування магазину. Повернувся до Німеччини після відсидки. Там він продовжував красти і грабувати. Його все ж таки посадили до в'язниці, але з питанням німецького громадянства це йому не допомогло. У в'язниці Онопрієнко піддавався найсильнішим побоям. Там він вирішив, що після певного часу він зробить на території Німеччини 300 вбивств. У в'язниці він провів місяць, після чого було ухвалено рішення відправити Онопрієнка в психіатричну лікарню. Анатолій втік з лікарні, приєднавшись до мормонів. Онопрієнко прожив у нелегальній еміграції близько 4 років, поки навесні 1994 року його остаточно не депортували із Німеччини в Україну.

## Друга серія вбивств
На той момент в Україні панували бідність, безробіття і колосальна інфляція, а також кримінал. Онопрієнко був без грошей, і в такій обстановці у нього стався найсильніший психологічний стрес. Крім того, він боявся, що його заарештують за скоєні ним вбивства. 31 травня 1994 року Онопрієнко був заарештований на Київському залізничному вокзалі. Він нікому не погрожував, але поводився неадекватно. Під арештом Онопрієнко зрозумів, що його навіть не підозрюють в 9 вбивствах. Онопрієнко був направлений в міську психіатричну лікарню імені Павлова. Там йому було дуже погано: його постійно примушували пити сильні ліки, а годували погано. Кілька разів він втікав з лікарні, але його повертали. Один раз під час втечі йому навіть вдалося пограбувати квартиру літньої жінки. У психлікарні він пробув три з половиною місяці. Онопрієнко був виписаний з діагнозом «параноїдна шизофренія».
Коли Онопрієнка виписали, він знову нелегально поїхав до Німеччини. Там він провів рік, ведучи бродячий спосіб життя, і іноді трохи заробляючи в різних місцях. Згодом він знову був депортований в Україну. Грошей і житла у Анатолія не було, і він поїхав в Народичі Житомирської області, де жив його брат Валентин. Валентин був радий зустрічі з братом і дозволив йому жити у нього вдома. Багато родичів на той час думали, що Анатолій помер.
Час минав, а Анатолій не влаштовувався на роботу. Це ускладнювало і так непросту ситуацію. За цей час у Онопрієнка розвинулася сильна ненависть до всіх багатих жителів України і тих, хто живе краще за нього. Він постійно думав про те, щоб почати вбивати. У жовтні 1995 року він обікрав свого знайомого мисливця, вкравши з його будинку мисливську рушницю ТОЗ-34Р, ніж, патронташ і спецодяг. Ніхто тоді й гадки не мав, що цю крадіжку скоїв Онопрієнко. Анатолій зробив з рушниці обріз, для того щоб ним було зручно користуватися і скрізь носити з собою.
Наприкінці жовтня 1995 року він знову почав вбивати. З жовтня по грудень 1995 року він вбив 7 людей. Варто зазначити, що маніяк поводився самовпевнено, нікуди не поспішав і з місць злочинів йшов за кілька годин. Так почалася друга серія вбивств. На той час він вже не жив у брата — 4 листопада 1995 року Онопрієнко поїхав від нього. Незабаром вбивства стали для Онопрієнка звичайною справою. З невеликими проміжками часу він йшов грабувати і вбивати. Як правило, він вбивав відразу по кілька людей, після чого брав їхнє майно. Під час одного із таких пограбувань Онопрієнко вбив пса, який став гавкати на незнайомця. Під час іншого пограбування він вирізав сім'ю з чотирьох осіб (сім'я Зайченко), в тому числі і 3-місячне немовля. За багато років Онопрієнко так і не зміг дати відповіді, навіщо він вбив дитину (пізніше він, правда, скаже, що вбивав дітей, щоб ті не залишалися сиротами). Крім того, іноді Онопрієнко ґвалтував своїх жертв (був навіть епізод, коли він зґвалтував труп убитої жінки). Уночі 17 січня 1996 року в селі Братковичі Львівської області він убив відразу 7 осіб. Серед них була родина з 5 осіб, а також ще 2 випадкові жертви. У цілому Онопрієнко скоїв на території Братковичів 12 вбивств.
Своє останнє вбивство Онопрієнко скоїв 22 березня 1996 року. Він убив подружню пару, їхню маленьку дочку, а також глуху сестру убитої жінки. Він пограбував їх, а йдучи, убив їхнього собаку. Відомо, що у міліції була можливість запобігти злочинові чи хоча б врятувати когось із родини, але цього зроблено не було.

## Третя серія вбивств
За словами Онопрієнка, він планував здійснити також третю серію вбивств, спрямовану проти чуми 21 століття, проте цим планам завадив його арешт.

## Слідство
Спочатку слідство розглядало скоєні злочини окремо. Після вбивства 7 осіб 17 січня 1996 року слідство дійшло висновку, що всі епізоди групових вбивств, сполучених з пограбуваннями, пов'язані, і робить їх людина, що діє одна. Справа про серію вбивств було взято під контроль МВС України. За словами одного зі свідків, який побачив Онопрієнка в темряві, був складений фоторобот.
Справа набула резонансу, однак доказів було мало і слідство не просувалося. Сам же Онопрієнко уважно стежив за слідством у своїй справі — читав все, що пишуть про його злочини і пошуки. На території всієї України почалася паніка, адже убивця діяв на території різних областей України і ніхто не знав, хто стане наступною жертвою. У розшуку Онопрієнка брало участь кілька десятків тисяч співробітників міліції, ще стільки було перевірено підозрюваних. Один зі слідчих у справі Онопрієнка так розповідав про цей період:

| Для мене особисто це був дуже важкий період, як, втім, думаю, і для будь-кого, хто став би на чолі опергрупи, а згодом — і оперативного штабу. Адже тоді ніхто не рвався очолити цю групу. Усі розуміли, що ситуація непроста: можна високо піднятися, але можна і дуже легко «загриміти». У мене в ту пору були робочі, але вельми жорсткі стосунки з міністром. Він же промовив: не розкриєш — підеш. Так я і сам це розумів, і дав слово піти, якщо не впіймаємо маніяка. Так, думаю, і має бути, адже треба ж комусь у будь-якій ситуації персонально відповідати... Але переживання — це одне, а справа — інше. |
| |

Працівники міліції припустилися низки грубих промахів, зробивши при цьому посадові злочини. Одну зі справ про подвійне вбивство спершу списали на нещасний випадок. Пізніше в цьому ж вбивстві намагалися звинуватити невинного, який помер від тортур під час допиту. У справі Онопрієнка неодноразово заарештовували невинних, але їхні алібі, як правило, дуже швидко підтверджувалися. Були й інші помилки. За фактом замаху на вбивство однієї з жертв Онопрієнка (це був єдиний випадок, коли потерпілий залишився живим після зустрічі з маніяком) спочатку взагалі відмовлялися порушувати кримінальну справу. Онопрієнку кілька разів вдавалося вправно йти з міліцейських пасток, хоча майже на всіх дорогах були розставлені пости; відбувалося це здебільшого через міліцейську халатність. Онопрієнка тричі заарештовували, але майже відразу відпускали, так він легко переконував слідчих у своїй законослухняності.

## Арешт
14 квітня 1996 року Анатолій Онопрієнко був заарештований в місті Яворів Львівської області. Арешт відбувся на квартирі його співмешканки Ганни Козак. Проти Онопрієнка були певні непрямі докази, які і призвели до його арешту. За одними даними, Онопрієнка видав міліції його зведений брат Петро, за іншими — його співмешканка Ганна. Під час арешту Онопрієнко не чинив спротиву. У квартирі був проведений обшук, в результаті якого були знайдені численні докази, які доводили причетність Онопрієнка до вбивств.
Онопрієнко був відправлений на допит, де йому було пред'явлено звинувачення в 40 вбивствах. Слідчий Богдан Тесля, який проводив опитування, так розповідає про те, що відбувалося:

| Спочатку він категорично заперечував будь-яку причетність до скоєння вбивств, дотримувався однієї версії: що він проживає в Яворові у своїх знайомих, часто їздить за кордон, а всі знайдені в квартирі речі були ним куплені. Однак упродовж тривалої бесіди він часто плутався, також була відзначена одна деталь: рідне село, де він народився, місця, де він працював, бував в гостях — саме там були скоєні вбивства. |
| |

Однак пізніше, коли слідство на особистий контроль взяв Начальник управління кримінального розшуку Києва — Віталій Ярема, Онопрієнко зізнався у всіх вбивствах, в тому числі розповів і про ті злочини, в яких його не підозрювали. Усього було виявлено 52 епізоди вбивств. Слідство йшло довго і активно: Онопрієнка вивозили на слідчі експерименти, проводили численні обшуки, збирали докази. Все це супроводжувалося численними складнощами. Слідчі боялися, що місцеві жителі можуть вбити Онопрієнка, тому його вели під особливо великою охороною, а іноді на нього надягали бронежилет. У Братковичі його не повезли — був занадто великий ризик народного самосуду. Однак сам Онопрієнко поводився спокійно, із задоволенням розповідав про свої злочини в усіх подробицях. У нього була відмінна пам'ять, яка вражала слідчих.
Утім, слідство пройшло без ексцесів. Онопрієнко поводився спокійно і ввічливо, не намагався втекти, лише зрідка дражнив слідчих. У камері він багато читав, займався медитацією і гімнастикою. Онопрієнко стверджував, що має віщий дар, який передався йому від бабусі (вона була ворожкою). З Онопрієнком добре поводилися — зважаючи на особливу популярність справи, майже всі дії слідства спостерігалися ззовні. Слідство тривало 2,5 роки. За цей час ніхто жодного разу не відвідав Онопрієнка. Його відвідували лише адвокати — всього їх у Онопрієнка було 5. Ніхто із них не займався справою всерйоз, оскільки всі знали, яким буде вирок суду. За 2 тижні до суду адвокатом Онопрієнка став призначений судом Руслан Іванович Мошковський. З ним в Онопрієнка були досить хороші стосунки, хоч на перших порах і виникали складнощі. У в'язниці в обмін на мішки з продуктами він давав інтерв'ю газетам. Онопрієнко оцінював свої умови проживання в тюрмі як непогані і висловив готовність сидіти в ній і далі.
Справа Онопрієнка зайняла 99 томів. На слідстві він видав Сергія Рогозіна, свого спільника по першій серії вбивств. Рогозін був заарештований. Спершу він заперечував свою причетність до вбивств. Сам Онопрієнко пізніше сказав, що шкодує про те, що зрадив друга. Він пояснив це так:

| Міліція наполягала: у тебе повинен бути спільник. Їм потрібен був спільник, потрібна банда, тому що коли є банда — я ще нормальний, при здоровому глузді. А коли одинак — мені легше стати дурником. Мені слідчі сказали конкретно: шукай другого. А Рогозін сам міг піти в міліцію, покаятися і розповісти, як була справа у 1989 році. Я проаналізував усі варіанти „за“ і „проти“ і вирішив сам назвати його. |
| |

На відміну від Онопрієнка, у Рогозіна був спеціальний, професійний і високооплачуваний адвокат, чиї послуги оплатили родичі заарештованого.

## Судовий процес
Майбутній суд викликав великий емоційний накал в українському суспільстві. 23 листопада 1998 року почався судовий процес у Палаці правосуддя в місті Житомир. Через запізнення адвоката Рогозіна засідання почалося на годину пізніше. Онопрієнко поводився спокійно і з деякою іронією відповідав на перші запитання судді. Рогозін, навпаки, поводився чемно і сильно переживав.
Читання обвинувального акту тривало 3 дні. Було також оголошено, що експертиза показала, що Онопрієнко цілком у здоровому глузді. У ці дні зал суду був переповнений, але незабаром бажаючих подивитися суд ставало все менше. Онопрієнка звинуватили у вбивствах, зґвалтуваннях, крадіжках, бандитизмі та ще низці злочинів. Крім того, по відношенню до Онопрієнка були заявлені цивільні позови за моральну шкоду на суму 2 мільйони 380 тисяч гривень, 5 мільйонів польських злотих, 1 тисяча доларів США та 300 тисяч російських рублів. На перших же порах Онопрієнко визнав провину, і всіляко намагався вигородити Рогозіна. Крім того, Онопрієнко зажадав замінити адвоката на «не молодше 50 років, єврея або напівєврея за національністю, економічно незалежного, з міжнародною практикою». Але так як грошей для цього у Онопрієнка не було, суд відмовив йому в клопотанні. Після цього Онопрієнко відмовився давати свідчення. Підсудного тримали під посиленою охороною.
Суд з невеликими перервами тривав. Деякі свідки боялися приходити до суду — вони побоювалися, що Онопрієнко втече з-під варти і вб'є їх. Процес проходив в цілому без інцидентів, але емоцій при цьому було висловлено багато. Потерпілі прямо в залі суду вимагали стратити Онопрієнка, багатьом було важко себе стримувати. Атмосфера розпалювалася, коли родичі жертв розповідали про вбивства своїх близьких. Час від часу Онопрієнко погоджувався відповідати на запитання, але його свідчення були дуже змазаними, поверхневими і ніяк не могли вплинути на справу. Онопрієнко відмовлявся лише від звинувачень у бандитизмі, при цьому охоче приймаючи провину у вбивствах. Правда, час від часу він змінював свідчення, відмовляючись і знову зізнаючись в інкримінованих йому вбивствах. Злочинець розповідав, що хотів трупами людей намалювати «хрест на тілі України». Ось що він розповів про вбивство сім'ї Зайченко:

| У Малин я поїхав, аби намалювати хрест. Я говорив про нього раніше. Навіщо я вбив дітей, не знаю. Жінка була ще жива, вона просила, щоб не вбивав, бо в неї маленька дитина. Я взяв на кухні ніж і вдарив декілька разів у шию та живіт. |
| |

Незважаючи на час від часу виникаючі проблеми зі свідками, суд був закінчений 3 березня 1999 року. Прокурор попросив для Онопрієнка покарання у вигляді смертної кари, а для Рогозіна — 15 років позбавлення волі. Руслан Мошковський заявив, що в цілому згоден зі звинуваченням, але просить виправдати Онопрієнка за звинуваченням у бандитизмі. Адвокат Рогозіна заявив, що його підзахисний — лише мимовільний співучасник злочинів, і просив пом'якшити для нього покарання. Від останнього слова Онопрієнко відмовився. Рогозін же на останньому слові говорив близько 40 хвилин. Після цього суд пішов на винесення вироку.

## Вирок
Вирок у справі Онопрієнка складали 4 тижні, без вихідних. 1 квітня 1999 року суддя в цілому 12 годин зачитував вирок (час від часу даючи перерви). На той час процес Онопрієнка вже втратив свій резонанс. У залі суду було небагато потерпілих, хоча всіх заздалегідь попередили про дату оголошення вироку. Більшість людей, що знаходилися в залі, були журналістами. Родичів Онопрієнка не було, зате були сестра і дружина Рогозіна.
У той же день читання вироку було закінчено. Суд визнав Онопрієнка Анатолія Юрійовича винним за всіма епізодами злочинів (в тому числі і 52 вбивствах) і призначив покарання у вигляді вищої міри покарання — смертної кари через розстріл. Рогозін був засуджений до 13 років позбавлення волі, були враховані численні пом'якшувальні обставини: служба в Афганістані, наявність маленької дитини, співпраця зі слідством. Суд зобов'язав Онопрієнка компенсувати моральні та матеріальні збитки потерпілим понад 200 тисяч, а Рогозін — близько 40 тисяч гривень. Так як таких грошей у підсудних не було, суд постановив конфіскувати майно підсудних (у Онопрієнка був свій невеликий будинок, а у Рогозіна хороша машина). Вкрадені речі (крім обріза, який був речовим доказом) були повернуті господарям.
Вирок був зустрінутий оплесками глядачів. Онопрієнко під час читання вироку показував судді середній палець, дослухавши вирок, накреслив на своєму лобі хрест. Рогозін зустрів вирок нервово. Адвокат Рогозіна заявив, що оскаржить вирок, так як вважає його «занадто суворим». Адвокат Онопрієнка заявив, що згоден з вироком, але при цьому готовий подати Верховному Суду і Президенту України клопотання про помилування.
Суд тривав 4 місяці. На момент винесення вироку Онопрієнку виповнилося 39, Рогозіну — 36 років. Сам Онопрієнко пізніше так прокоментує вирок:

| Люди зараз не цінують життя, вони по дрібницях починають викидати якісь свої націоналістичні, шовіністичні, фашистські такі сплески. А щоб їм мізки вставити, вони повинні бачити всі ці жахи самі: генерали повинні бачити ці жахи, політики, тоді їм відразу перехочеться битися…. |
| |

### Подальші події
Мошковський оскаржив вирок. Сам Онопрієнко жодних клопотань не подавав, тому що стверджував, що хоче смерті собі. Правда, і відкликати касаційну заяву адвоката він теж не став. Оскаржив вирок і Рогозін. Наприкінці серпня 1999 року колегія у кримінальних справах Верховного Суду України винесла рішення. З Онопрієнка було знято кілька незначних злочинів, але вирок залишався незмінним, а Рогозіну термін був знижений до 12 років. Останнє, куди міг звернутися Онопрієнко — це в Комісію при Президентові України у питаннях помилування, де клопотання Онопрієнка міг прочитати сам президент України Леонід Кучма.
Таке клопотання було направлено. В Україні на той момент була непроста політична ситуація. Леонід Кучма готувався до президентських виборів. Країна готувалася вступити в Раду Європи. Вимогою цієї організації було повне скасування смертної кари на території Україні. Виконання вироку для Онопрієнка затягувалося через політичні мотиви. Будь-який необережний крок міг коштувати Кучмі політичної кар'єри. Сам же Кучма був прихильником страти для Онопрієнка, він висловився з цього приводу досить конкретно:

| Я не бачу іншого покарання, крім смертної кари. Я готовий звертатися в усі міжнародні організації, бо такі нелюди не повинні бути на нашій землі. |
| |

Він попросив у Ради Європи дозволу зробити виняток для Онопрієнка і дозволити його стратити, але йому було відмовлено. У 2000 році Леонід Кучма підписав наказ про повне скасування смертної кари на території України. Смертна кара у відношенні Анатолія Онопрієнка була замінена довічним позбавленням волі.

## Життя у в'язниці. Смерть
Життя Онопрієнка у в'язниці проходило тихо. Він поводився нормально, ні з ким не конфліктував. Рідко давав інтерв'ю, робив це неохоче. Якийсь час він листувався з журналісткою з Москви. Вона надсилала йому гроші і просила дати інтерв'ю. У них було навіть щось на кшталт роману у листуванні, але потім він закінчився. Інтерв'ю Онопрієнко так і не дав.
Онопрієнко сидів в «одиночці», там він провів близько 13 років. У в'язниці його кілька разів намагалися вбити «блатні», але конвоїри щоразу запобігали цьому. Сам Онопрієнко ні на що не скаржився. Він багато читав, переважно фантастику. У в'язниці він почав палити. Відповідно до його власного зізнання, він сподівався якось вийти на волю і почати вбивати знову. 2000 року в українських ЗМІ з'явилася помилкова інформація про смерть Онопрієнка. За час відсидки ніхто з його родини чи друзів жодного разу не відвідав його. На його картці, прикріпленій до дверей його камери, було написано, що Онопрієнко схильний до самогубства, втечі та нападу. Онопрієнко поводився дисципліновано, але іноді ночами вив, що лякало людей, які знаходилися поруч. Працювати він відмовлявся. Весь час читав, крім того, в камері був телевізор. Заявляв, що до нього уві сні часто приходить Анатолій Кашпіровський та розповідає про життя на волі. В одному інтерв'ю Онопрієнко заявив:

| Засудити найлегше. Інші вважають, що я вбивця-маніяк, а насправді я — найбільший потерпілий. Я все це бачив і робив це все, я страждав найбільше. Ну, що вони бачили, після всього прийшли, поплакали, верещали і все, а я все це робив. І цих дітей невинних, які дивляться на тебе, вбивав і таке інше. Це є для нормальної людини, так би мовити, неможливо… |
| |

Незадовго до смерті він дав своє останнє інтерв'ю українському телеканалу ICTV. У ньому він розповів кореспондентці Юлії Крук про свої погляди на події багаторічної давнини, що відбулися. Онопрієнко розповів, що так і досі не зрозумів, чому вбивав людей. Також він сказав, що не подаватиме прохань про помилування і вважає, що для нього цілком припустима смертна кара. Онопрієнко, який скептично ставився до релігії, за тиждень до смерті раптом вирішив сповідатися у тюремного священика. Він покаявся і зголосився причаститися.
27 серпня 2013 року Анатолій Онопрієнко помер від серцевої недостатності у Житомирській в'язниці № 8. Він був похований за рахунок держави в засекреченому місці. Екс-заступник міністра внутрішніх справ, колишній керівник оперативно-слідчої групи Віктор Король так зреагував на смерть Онопрієнка:

| На руках цього нелюдя кров 52 невинних жертв, у тому числі дітей, навіть немовлят, і цю звістку багато родин постраждалих сприйняли з полегшенням, оскільки досі боялися, що Онопрієнко колись вийде з в'язниці і знову візьметься за старе, тим більше, що такий намір він висловлював. Йому немає пробачення — вбивав безжально, жорстоко, беззбройних, сплячих, немічних, одержуючи від цього якесь садистське задоволення. І не покаявся. Тепер його немає, і слава Богу. Що заслужив, тим і закінчив. |
| |

## Особисте життя
Онопрієнко не страждав від браку жіночої уваги, він умів подобатися протилежній статі. Під час роботи на флоті він познайомився із офіціанткою Іриною, яка працювала на лайнері. Відомо, що він був дуже ніжним із нею. Потім вона стала його співмешканкою. У них народився син, якого назвали Дмитро. Однак за багато років Онопрієнко скаже в інтерв'ю, що ніколи не кохав Ірину. Після того, як Онопрієнка заарештували за звинуваченням у вбивстві, Ірина сховала сина в іншому місті у невідомих людей. Від хлопчика намагалися приховати той факт, що його батько серійний убивця, але він таки дізнався про це, коли побачив його по телевізору.
Звістка про арешт Онопрієнка за звинуваченням у вбивствах вразила його родичів та знайомих. Усі, хто його знав, починаючи з рідного брата і закінчуючи друзями дитинства, відгукувалися про нього як про дуже добру, виховану людину. Після суду Валентин Онопрієнко назавжди зрікся брата. Поки Анатолій сидів, Валентин помер. 
У 2021 році настоятель Києво-Печерської Лаври, митрополит Павло (Лебідь) в інтерв'ю серіалу «Паломниця», знятому Оксаною Марченко, заявив, що Анатолій Онопрієнко ходив до нього на сповідь, зізнавався йому у вбивствах і пропонував здати його в поліцію, однак Павло відмовився і відпустив його гріхи.

## Наслідки
Справа Онопрієнка стала унікальним випадком для правоохоронних органів України. Спочатку слідство велося дуже несерйозно, внаслідок чого маніяк не був заарештований, що спричинило загибель майбутніх жертв. У міліції України не було жодного досвіду у розслідуванні злочинів, які скоюють маніяки. Внаслідок чого на вимогу міністра внутрішніх справ Юрія Кравченка в Україні вперше в історії країни було створено спеціальний штаб, який займався виключно розслідуванням справи Онопрієнка. Віктор Король пізніше зізнався, що звільнив близько 60 осіб із органів за погано проведену роботу.
За підозрою у злочинах Онопрієнка кілька разів заарештовували невинних людей. Усі вони пізніше були відпущені, але один випадок закінчився трагедією. У березні 1996 року Служба безпеки України та фахівці прокуратури затримали 26-річного слюсаря Юрія Мозолу як підозрюваного у кількох жорстоких вбивствах. Протягом 3 днів 6 службовців Львівського СБУ та представник прокуратури «допитували» Мозолу в будівлі прокуратури за допомогою тортур вогнем, електричним струмом та побиттям. Мозола відмовився зізнатися у злочинах і помер під час тортури. Усі 7 осіб, відповідальних за його смерть, були засуджені до тюремних термінів, а батькам убитого було виплачено велику грошову компенсацію.
2006 року в Івано-Франківській області 64-річний пенсіонер намагався шантажувати свою знайому, надіславши їй листа від імені Анатолія Онопрієнка. У листі стверджувалося, що маніяк викрав її дочок та онука і тепер потребує викупу. Злочин незабаром було розкрито, а шахрая заарештовано.
У вересні 2013 року в Києві до довічного ув'язнення був засуджений Євген Балан (він же Едуард Б.) на прізвисько «Фастівський маніяк». Засуджений скоїв дев'ять убивств, все на сексуальному ґрунті. Маніяк на слідстві зізнався, що хотів перевершити Анатолія Онопрієнка.

## У масовій культурі
- Сюжет в новинах на каналі ITV (лютий 1999).
- Про Онопрієнка зняли документальний фільм «Хрест Онопрієнка» з циклу «Щиросердне зізнання» (2005).
- «Biography. The Terminator: Anatoly Onoprienko» (25 серпня 2007).
- ТСН. «Різники». Серія 1 (30 серпня 2010).
- Єдине інтерв'ю серійного маніяка Онопрієнка. «Надзвичайні новини» (Телеканал ICTV) (27.08.2013).
- «Таємниці маніяка Онопрієнка». «Говорить Україна» (2013).
- «Killers: Behind the Myth. Onoprienko: The Terminator» (S01E06) (8 квітня 2014).
- Онопрієнко став прототипом маніяка Ануфрієва («Стрілець», роль виконує Олексій Серебряков) в 15 і 16 серії телесеріалу «Метод».
- Пошуки поліського маньяка є головною темою вірша «Поїзд Київ—Луцьк», написаного Олександром Ірванцем у березні 1996 року.